# Національна рада реформ
Національна рада реформ — спеціальний консультативно-дорадчий орган при Президентові України з питань стратегічного планування, узгодження позицій щодо стратегії реформ в Україні та моніторинг їх реалізації. Була створена 13 серпня 2014 року Указом Президента «Питання Національної ради реформ і Виконавчого комітету реформ».

## Склад Національної ради реформ
Склад Нацради реформ формується з числа членів, які беруть участь у її роботі з усіх питань, та членів, які запрошуються для розгляду окремих питань.
До складу Національної ради реформ входять: Голова Верховної Ради України (за згодою), Прем'єр-міністр України, Перший віце-прем'єр-міністр України, віце-прем'єр-міністри України та інші члени Кабінету Міністрів України, які очолюють міністерства, за погодженням із Прем'єр-міністром України, Секретар Ради національної безпеки і оборони України, Керівник Офісу Президента України, голова Виконавчого комітету реформ та його заступник, а також за згодою: Голова Національного банку України, голови комітетів Верховної Ради України, чотири представники від громадських об'єднань.
Виконавчий комітет реформ утворюється у складі голови та заступника голови Виконавчого комітету реформ. Голову Виконавчого комітету реформ та його заступника призначає Президент України.

## Діяльність Національної ради реформ
Станом на 17 січня 2018 року було проведено 27 засідань Національної ради реформ.
Протоколи засідань та статус виконання рішень Національної ради реформ знаходяться у вільному доступі на сайті «Реформи в Україні».

## Скандал між Арсеном Аваковим і Міхеілом Саакашвілі
14 грудня 2015 року, на 17-му засіданні Нацради реформ, присвяченому реформі управління державною власністю, стався конфлікт між міністром внутрішніх справ України Арсеном Аваковим та головою Одеської обласної державної адміністрації Міхеілом Саакашвілі. Під час засідання голова МВС України назвав бездоказовими слова Саакашвілі про корупцію, яку нібито очолює Кабмін. У відповідь Саакашвілі став перебивати його, назад заявляючи про повну відповідність сказаних ним слів, на що Аваков з презирством і злістю передражнив губернатора фразою «бе-бе-бе». Висловлена Аваковим фраза викликала гнівну реакцію з боку Саакашвілі, який відповів на неї словами: «так зі мною ще ніхто не розмовляв». Слабке втручання президента Порошенка не змогло загасити конфлікт після висловлювання про якісь мільярди, викрадених Саакашвілі, обзивання один одного «злодіями» та нецензурної лайки. У відповідь на питання Авакова про перешкоджання приватизації ОПЗ Саакашвілі відмовився обговорювати дану тему, заявивши про наміри сперечатися з ним суспільно, особисто довести причетність глави МВС до крадіжок та корупційну діяльність Кабміну. В істеричній інтонації Саакашвілі заговорив, що «ніхто не має права так розмовляти з губернатором таким тоном», після чого міністр внутрішніх справ не витримав і кинув в нього склянку з водою, а в момент, коли президент України достроково закрив засідання, в конфлікт втрутився прем'єр-міністр України Арсеній Яценюк і обізвав Саакашвілі «гастролером», а також зажадав «забратися з країни». Відеозапис цього скандалу був опублікований через два дні, на сторінці Арсена Авакова в соціальній мережі Facebook.